# 2010 en République centrafricaine
2008 en République centrafricaine - 2009 en République centrafricaine - 2010 en République centrafricaine - 2011 en République centrafricaine - 2012 en République centrafricaine
 2008 par pays en Afrique - 2009 par pays en Afrique - 2010 par pays en Afrique - 2011 par pays en Afrique - 2012 par pays en Afrique -

## Chronologie

### Janvier 2010
- Samedi 23 janvier 2010 : Tentative de mutinerie des détenus de la prison de N'garagba, la principale prison de la capitale, Bangui. Pour protester contre de nouvelles mesures de sécurité prise par le nouveau directeur, les prisonniers « ont saccagé dans la matinée le bureau du directeur et ont détruit tous les dossiers qui s'y trouvaient », puis, ils ont tenté de « s'attaquer aux autres locaux lorsqu'ils ont été intimidés par des tirs de sommation de la gendarmerie », qui n'ont fait aucun blessé[1].

### Février 2010
- Dimanche 7 février 2010 : Mort à Paris du général André Kolingba (73 ans). Il fut président de Centrafrique de 1981 à 1993.

- Mercredi  17 février 2010 : 18 éleveurs tchadiens sont tués, dans la zone (nord-nord-ouest) située entre Bossangoa et Paoua, par des hommes armés, qui pourraient être des membres de l'APRD (Armée populaire pour la restauration de la démocratie), une des principales rébellions du pays ayant signé les accords de paix.

### Mars 2010
- Samedi 13 mars 2010 : Le ministre de la Sécurité nationale et de l'Ordre public, Jules Bernard Ouandé, annonce avoir mis au jour et déjoué une tentative de coup d'État, qui devait se dérouler du 15 au 20 mars. L'ex-premier ministre (2001-2003) Martin Ziguélé estime qu'il était « impossible » d'organiser les scrutins en avril et réclame une nouvelle date[2].

- Dimanche 14 mars 2010 : Les deux Français, employés de l'ONG lyonnaise Triangle génération humanitaire, enlevés à Birao (République centrafricaine), le 22 novembre 2009, sont libérés au Darfour. Ces enlèvements avaient été revendiqués par les Aigles africains de la liberté, lesquels menaçaient de tuer leurs otages si Paris ne traitait pas directement avec eux.

- Lundi 15 mars 2010 : La commission électorale reporte le dépôt des dossiers de candidature pour les élections présidentielle et législatives d'avril, initialement prévues pour le vendredi 12 mars, à une date ultérieure non précisée en attendant l'installation officielle des comités locaux. Le Collectif des forces du changement, regroupant l'opposition, des formations centristes et des ex-rébellions, avait exigé « le retrait pur et simple du décret » présidentiel, convoquant les électeurs aux urnes pour le 25 avril, en expliquant que le pays n'était pas pacifié et n'avait pas procédé au recensement électoral[3].

- Mercredi 17 mars 2010 : Des affrontements, qui ont duré 3 jours entre des habitants de la région et des éleveurs tchadiens, ont causé la mort de 18 Centrafricains et de 2 Tchadiens.

- Mardi 30 mars 2010 :
  - Des récentes attaques de groupes de la rébellion ougandaise de l'Armée de résistance du Seigneur (LRA) ont causé la mort de 26 personnes dont 11 civils dans le sud-est de la Centrafrique, à la suite de l'attaque des villages d'Agoumar (21 mars, 11 morts), de Karmadar (25 mars) et de Dembia (28 mars, 15 morts). À Dembia, « les éléments de la LRA ont été pris en chasse par l'armée ougandaise, qui a abattu au moins quinze rebelles »[4].
  - Un décret présidentiel décrète le report des prochaines élections présidentielle et législatives, prévues initialement le 25 avril, au 16 mai. En raison du retard pris dans la préparation des élections, le report du scrutin était donné pour acquis depuis plusieurs jours, l'opposition ainsi que l'ONU, l'Union européenne, les États-Unis et la France — principaux bailleurs de fonds des élections — y étant favorables[5].

### Avril 2010
- Samedi 3 avril 2010 : Une attaque d'un groupe de rebelles de l'Armée de résistance du Seigneur cause la mort de 5 personnes et en blesse une autre dans le secteur entre Bangassou et Rafaï (est). Selon une ONG, les attaques de la LRA ont fait plus de 200 morts depuis 2008 dans l'est de la Centrafrique.

- Vendredi 9 avril 2010 : Le Collectif des forces du changement annonce que l'opposition et les ex-rebelles, ayant signé les accords de paix, n'ont déposé aucune candidature, « ni pour la présidentielle ni pour les législatives », du 16 mai, quelques heures avant la clôture officielle des candidatures, « parce que le pouvoir a maintenu la date du 16 mai pour la tenue des élections dans des conditions qui ne garantissent pas la crédibilité, la fiabilité et la transparence ». Le collectif avait menacé mercredi de boycotter le scrutin s'il n'était pas repoussé de plusieurs mois. Le collectif regroupe la principale coalition d'opposition l'Union des forces vives de la nation (UFVN), les « Autres Partis » (coalition de partis d'opposition), et les mouvements politico-militaires ayant intégré le processus de paix[6].

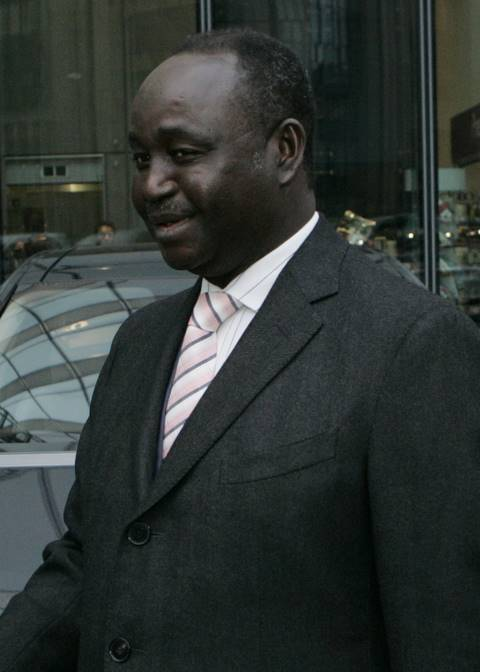
François Bozizé
(octobre 2007)

- Jeudi 29 avril 2010 : Le président François Bozizé annonce le report des élections présidentielle et législatives qui était réclamé par la classe politique et les ex-rébellions, sans fixer de nouvelle date mais pas avant le 11 juin prochain, date officielle de fin de son premier mandat : « Les élections ne vont pas se tenir le 16 mai. Lorsque toutes les parties impliquées dans ces élections, y compris la communauté internationale, seront prêtes, nous iront à ces élections […] Il ne nous reste plus qu'à confier la suite à l'Assemblée nationale, car il se pourrait que le 11 juin soit dépassé […] Donc, notre Assemblée doit nous proposer des textes. Sans cela, nous rentrerons dans la "Somalisation" »[7].

### Mai 2010
- Mercredi 5 mai 2010 : Des rebelles ougandais de  l'Armée de résistance du Seigneur ont attaqué  à Dembia, village situé entre Obo et Rafaï, un véhicule du Programme alimentaire mondial faisant 2 morts et 2 blessés. Il s'agit de la troisième attaque de la LRA dans la localité de Dembia, les deux précédentes ayant visé les habitants du village aux mois de mars et avril. Depuis 2008, les attaques de la LRA ont fait plus de 200 morts dans l'est de la république centrafricaine.

- Vendredi 14 mai 2010 : Deux membres de la rébellion ougandaise de l'Armée de résistance du Seigneur ont été tués par les habitants de Guérékindo (entre Zémio et M'boki). Les rebelles avaient lancé leur « attaque vers 16 heures, au moment où la plupart des habitants regagnaient le village après les travaux champêtres ». Les habitants ont rapidement organisé la riposte est « lors de l'affrontement qui a suivi, deux membres du groupe rebelle ont été tués et d'autres blessés. Le reste a pris la fuite en promettant de revenir se venger ». Devant les attaques répétées des hommes de la LRA, les autorités locales ont demandé au mois de mars aux populations de se constituer en groupes d'autodéfense pour sécuriser les villages. La Centrafrique a aussi donné son feu vert en juin 2009 pour que l'armée ougandaise poursuive la LRA sur son territoire[8].

### Juin 2010
- Mercredi 9 juin 2010 : Le Centrafrique s'est engagé avec cinq autres pays africains à ce qu'« aucun enfant de moins de 18 ans ne prenne part, directement ou indirectement, à des hostilités et, le cas échéant, de prévenir toute forme de recrutement ». Il s'agit d'un accord en treize points, dont une stratégie transfrontalière contre la prolifération et le trafic d'armes légères. Les signataires ont également promis de ratifier le protocole additionnel à la Convention des droits de l'enfant de l'ONU concernant l'implication d'enfants dans les conflits armés[9].

### Juillet 2010
- Vendredi 30 juillet 2010 : Les élections présidentielle et législatives, qui ont été reportées par deux fois, se tiendront finalement le 23 janvier 2011, selon un décret du président François Bozizé, lu à la radio. À la suite du deuxième renvoi, une loi constitutionnelle prorogeant le mandat du président Bozizé — qui a expiré le 11 juin — et celui des députés a été promulguée.

### Septembre 2010
- Mercredi 1er septembre 2010, région de la Shanga : Le porte-parole du gouvernement annonce qu'une dizaine de personnes de nationalité slovaque entrées illégalement sur le territoire centrafricain et qui s'apprêtaient à mettre à exécution un coup d'État, ont été arrêtés à Nola dans le sud-ouest du pays et transférés à Bangui. Les Slovaques « étaient en train de prendre possession d'une importante cargaison d'armes et de munitions de guerre » lorsqu'ils ont été arrêtés. Le porte-parole du gouvernement n'a pas fourni de détails sur le ou les commanditaires de ce projet de putsch présumé, ni le pays de « l'extérieur » impliqué.

- Vendredi 3 septembre 2010 : Les sept Slovaques arrêtés mercredi pour tentative présumée de coup d'État ont été libérés car il s'agissait d'un « malentendu » et leurs passeports leur ont été restitués : « Les Slovaques n'étaient pas des comploteurs mais des chasseurs, venus en Centrafrique pour un safari avec des armes qu'ils possédaient légalement ».

### Octobre 2010
- Vendredi 15 octobre 2010 : Selon le Haut Commissariat pour les réfugiés (HCR), la rébellion ougandaise de l'Armée de résistance du Seigneur (LRA) dont les attaques se sont intensifiées récemment, a tué au moins 2 000 personnes, enlevé plus de 2 600 et en a déplacées plus de 400 000 depuis décembre 2008. Depuis le début de l'année 2010, Cette rébellion a fait « au moins 344 » morts au cours de « 240 attaques mortelles ». Les attaques se sont intensifiées depuis septembre, relève le HCR qui s'inquiète « d'une situation dramatique », une « horreur » ayant pris une « ampleur régionale » pour laquelle « il n'y a jamais de répit ». Dirigée par Joseph Kony — recherché par la Cour pénale internationale pour crimes de guerre et crimes contre l'humanité - la LRA est considérée comme l'une des guérillas les plus brutales au monde. Elle est entrée en activité en 1988 dans le nord de l'Ouganda, avant d'étendre ses actions dans l'extrême nord-est de la RDC, en Province orientale depuis une dizaine d'années, puis en 2008 en Centrafrique et au Sud-Soudan[10].

- Mardi 19 octobre 2010 : La Cour pénale internationale estime pouvoir juger pour crimes de guerre et crimes contre l'humanité en Centrafrique l'ancien vice-président de République Démocratique du Congo Jean-Pierre Bemba (47 ans). Il est accusé d'être responsables de meurtres, viols et pillages commis entre octobre 2002 et mars 2003 par sa milice, envoyée en Centrafrique pour appuyer le régime du président Ange-Félix Patassé. Il a fui la RDC en avril 2007 après avoir perdu les élections présidentielles de 2006 et a été arrêté en mai 2008 à Bruxelles.

- Vendredi 29 octobre 2010 : Des miliciens rebelles de la Convention des Patriotes pour la Justice et la Paix ont enlevé dans le nord-est 21 agents qui participaient au recensement en vue des élections en Centrafrique.

### Novembre 2010
- Lundi 22 novembre 2010 : Ouverture du procès, devant la Cour pénale internationale de La Haye, de Jean-Pierre Bemba, ancien vice-président de la RDC et candidat malheureux à l'élection présidentielle de 2006. Il est accusé de crimes de guerre, principalement des viols, et de crimes contre l'humanité, commis par sa milice du Mouvement de libération du Congo en Centrafrique en 2002 et 2003. Quelque 1 500 hommes du MLC avaient franchi en octobre 2002 le fleuve Oubangui, frontière naturelle entre la RDC et la Centrafrique pour venir en aide au président centrafricain Ange-Félix Patassé, victime d'une tentative de coup d'Etat menée par le général François Bozizé[11],[12].

- Lundi 22 novembre 2010, Vakaga : La base du détachement des Forces armées centrafricaine de la plus importante ville du nord-est, Birao, a été attaquée par des rebelles, comprenant des membres de la Convention des Patriotes pour la Justice et la Paix, contraignant l'armée à se replier le lendemain après une journée de combats à une dizaine de kilomètres de la ville. La CPJP n'a pas signé les accords de paix en Centrafrique. Son principal dirigeant est l'ex-ministre Charles Massi dont les proches affirment qu'il a été torturé à mort en janvier dans une prison centrafricaine[13].

- Jeudi 25 novembre 2010, Vakaga : Quatre militaires auraient été tués et d'autres auraient été faits prisonniers ou blessés lors de l'attaque de Birao par les rebelles de la Convention des Patriotes pour la Justice et la Paix. La ville est toujours occupée par les assaillants. Le gros de la garnison de la ville s'est replié sur les communes de Sam Ouandja, Ndélé et Bria et des renforts sont acheminés pour préparer la riposte.

- Vendredi 26 novembre 2010 : Le gouvernement et l'armée centrafricains annoncent avoir repris Birao la principale ville du nord du pays occupée depuis mercredi par la rébellion de la Convention des Patriotes pour la Justice et la Paix, ce que nie le mouvement rebelle affirmant détenir des prisonniers[14].

### Décembre 2010
- Mercredi 1er décembre 2010 : « À l'occasion de la Fête nationale du 1er décembre 2010 et des festivités du cinquantenaire de la proclamation de l'indépendance de la République centrafricaine », Le président François Bozizé a « réhabilité dans tous ses droits » l'ex-président et empereur, Jean-Bedel Bokassa, décédé en 1996, qui avait été condamné à mort en 1987 puis gracié et libéré[15].

- Jeudi 1er décembre 2010 : Le bilan des combats, du 26 au 30 novembre, entre les rebelles de la Convention des patriotes pour la justice et la paix et l'armée à Birao (nord-est) fait état de 71 morts, dont 65 rebelles et 6 militaires. L'armée centrafricaine a repris le contrôle de la ville. Aucun civil n'aurait trouvé la mort dans les combats. L'armée tchadienne en collaboration avec les forces armées centrafricaines sont en train de pourchasser les éléments rebelles qui ont subi de lourds dégâts matériels. Le chef d'état-major de l'armée tchadienne a expliqué avoir usé d'un droit de poursuite sur le sol centrafricain contre des rebelles tchadiens[16].